# Башен-Калинская боевая башня
Башен-Калинская боевая башня — сигнальная сторожевая башня в Чечне, памятник градостроительства и архитектуры датируется XIV—XVI веками.

## История
Башен-Кале расположена в селении Башен-Кале Итум-Калинского района, на левом берегу реки Чанты-Аргуна, там, где находилась Евдокимовская крепость. На большой высоте, в труднодоступном выступе скалы, расположена присоединённая к скале часть боевой башни. Монументальное строение имело большое превосходство в защитном плане. В стратегических местах оборонявшиеся в башне отвлекали часть вражеских сил (описание об осаде башен в ущельях Чечни в хрониках летописцев Тимура). Башня была пятиэтажной, высотой до 20 метров, ориентирована по сторонам света.
Башня отчасти разрушилась, остались большие фрагменты стен с оконными нишами и бойницами.
Башня, возведена как сигнальная и расположена так, чтобы поддерживать визуальную связь с соседними башнями системы, выполнявшей сигнально-сторожевые функции в эпоху средневековья.
Сигнальные башни образовывали цепь башен из одной башни было видно другую, сигнал подавался с помощью огня. Каждая башня имела вверху одну маленькую дверь и перед нею стояла плита песчаника, служившая площадкой для разведения  сигнального огня, в случае обнаружения надвигавшегося врага.